# Al-Olomby SC Ez Zauia
L'Al-Olomby SC Ez Zauia o Al Olympic (àrab: نادي أولمبي الزاوية الرياضي, Nādī Ūlimbī az-Zāwiya ar-Riyāḍī, ‘Club Olímpic Esportiu d'Ez Zauia’) és un club de futbol libi de la ciutat d'Ez Zauia.

## Història
És l'únic club de fora de les ciutats de Trípoli o Bengasi que ha guanyat la lliga líbia de futbol, assolida la temporada 2003-04.

## Palmarès
- Lliga líbia de futbol:[1]
  - 2003-04